# Didrik Marksten
Didrik Marksten, né le 1er mars 1971 à Oslo, est un ancien skieur alpin norvégien.

## Coupe du monde
- Meilleur résultat au classement général : 25e en 1992
  - 1 victoire : 1 géant

### Saison par saison
- Coupe du monde 1991 :
  - Classement général : 59e
- Coupe du monde 1992 :
  - Classement général : 25e
    - 1 victoire en géant : Saint-Gervais
- Coupe du monde 1993 :
  - Classement général : 51e
- Coupe du monde 1994 :
  - Classement général : 105e

## Arlberg-Kandahar
- Meilleur résultat : 17e place dans le slalom 1992 à Garmisch